# Lebbeus grandimana
Lebbeus grandimana är en kräftdjursart som först beskrevs av Brazhnikov 1907.  Lebbeus grandimana ingår i släktet Lebbeus och familjen Hippolytidae. Inga underarter finns listade i Catalogue of Life.

## Bildgalleri

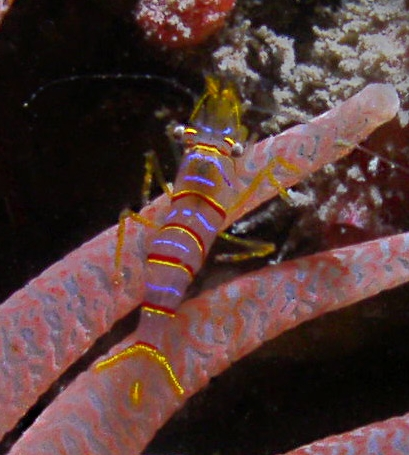
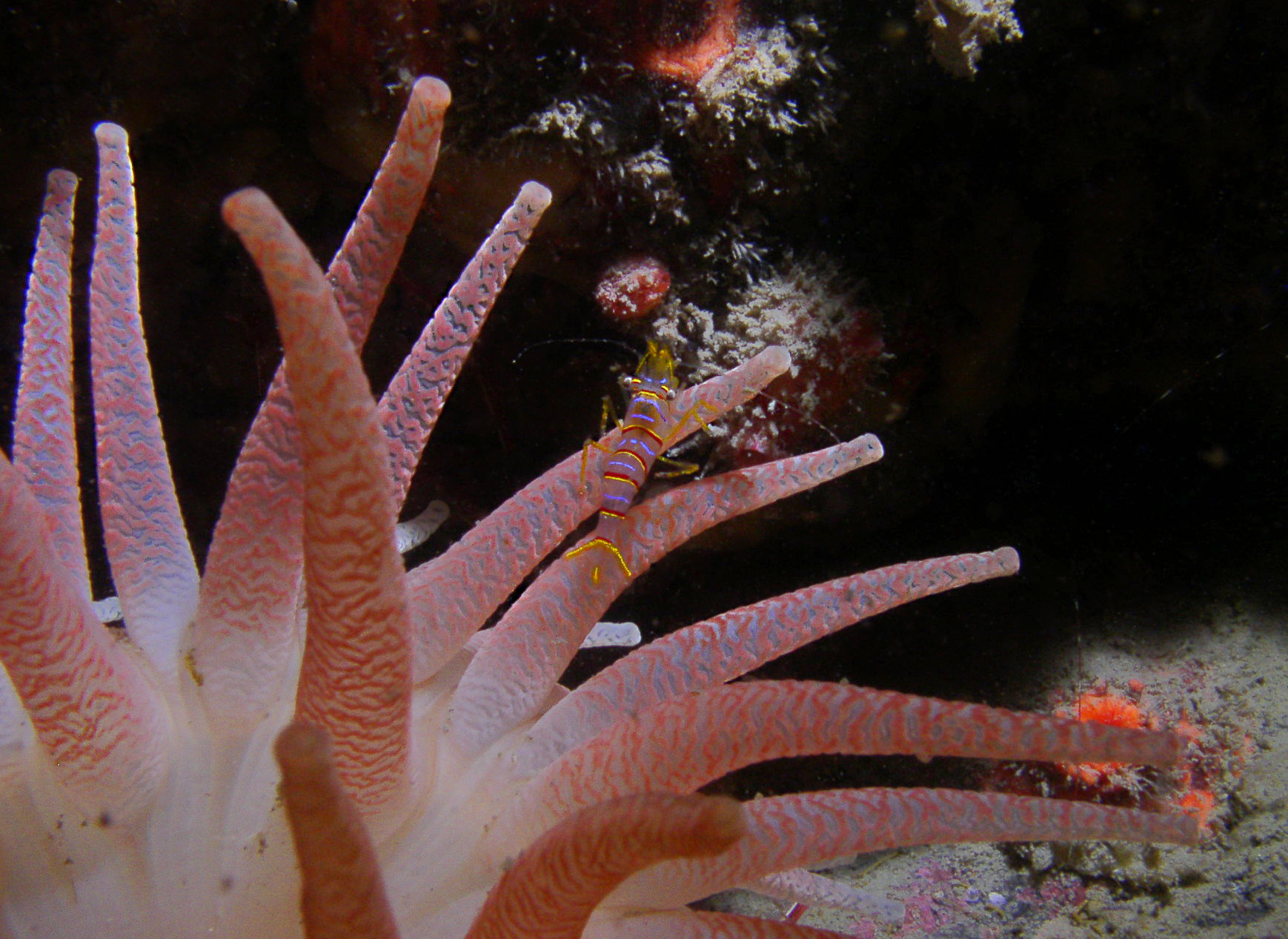